# 喬丹灣
54°0′S 38°3′W / 54.000°S 38.050°W
喬丹灣是南極洲的海灣，位於南喬治亞島西端對開海域的伯德島南部，由英國南極名稱諮詢委員會以美國動物學家命名，現時由南極條約體系管理。